# ヨッフェ物理学技術研究所

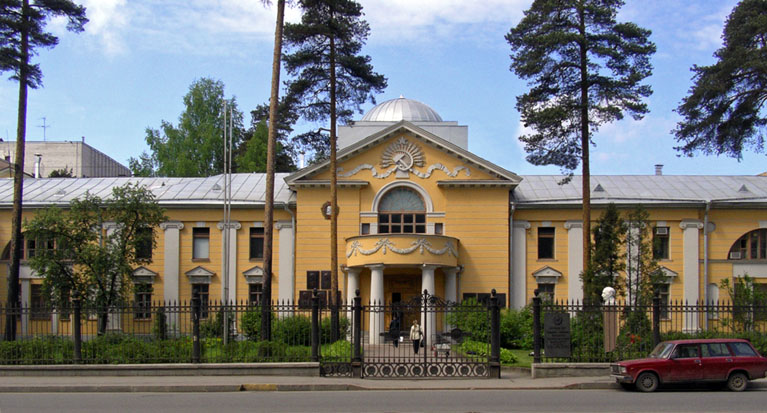
ヨッフェ物理学技術研究所の主要ビル

ヨッフェ物理学技術研究所（ロシア語: Фи́зико-техни́ческий институ́т и́мени А. Ф. Ио́ффе、英語: Ioffe Physical Technical Institute）はロシア・サンクトペテルスブルクにあり、ロシア科学アカデミーに属する、物理学とその応用の研究所である。

## 研究所と部門
1918年にアブラム・ヨッフェがそれまでのX線・放射線医学研究所の物理学技術部門トップとなり、この部門が後に独立して物理学技術研究所となり、彼は長年所長を勤めた。住所はサンクトペテルスブルク・ポリテフニーチェスカヤ通り26（ロシア語: Политехническая ул., 26）である。
現在は次の5部門で研究が行われている。  
- ナノ・ヘテロ構造物理学センター（Centre of Nanoheterostructure Physics）
- 固体電子工学部門（Division of Solid State Electronics）
- 固体物理学部門（Division of Solid State Physics）
- プラズマ物理学・核物理学・天体物理学部門（Division of Plasma Physics, Atomic Physics and Astrophysics）
- 誘電体・半導体部門（Division of Physics of Dielectric and Semiconductors）

## 研究者
次のような人々がこの研究所に勤めた。
- en:Hasan Abdullayev
- Anatoly Alexandrov
- ジョレス・アルフョーロフ (en:Zhores Alferov)
- en:Artem Alikhanian
- en:Abraham Alikhanov
- en:Arkady Aronov
- レフ・アルツィモビッチ
- マトベイ・ブロンスタイン (Matvei Bronstein)
- Yuri Denisyuk
- en:Edward Drobyshevski
- en:Oleg Firsov
- ゲオルギー・フリョロフ (en:Georgy Flyorov)
- ウラジミール・フォック
- ヤコブ・フレンケル (en:Yakov Frenkel)
- en:Andrei Fursenko
- ジョージ・ガモフ (en:George Gamow)
- en:Vladimir Gribov
- en:Evgeni Gross
- アブラム・ヨッフェ (en:Abram Ioffe)
- ピョートル・カピッツァ (en:Pyotr Kapitsa)
- ユーリ・ハリトン (Yulii Khariton)
- en:Yury Kovalchuk
- イーゴリ・クルチャトフ (en:Igor Kurchatov)
- en:Georgii Kurdyumov
- レフ・ランダウ (en:Lev Landau)
- en:Vladimir Lobashev
- ボリス・マミリン
- アンドレイ・フルセンコ
- ニコライ・セミョーノフ (en:Nikolay Semyonov)
- en:Lev Shubnikov
- en:Dmitri Skobeltsyn
- en:Yuri Trushin

## 参照項目
- レベデフ物理学研究所 (モスクワ)
- クルチャトフ研究所 (同上)
- ロシア科学アカデミー所属の諸研究所

- ロスアラモス国立研究所 (アメリカ合衆国カリフォルニア州)